# Charles Stark Draper

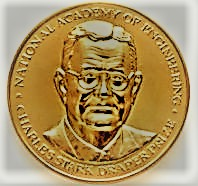
Medaille des Charles-Stark-Draper-Preises

Charles Stark Draper (* 2. Oktober 1901 in Windsor, Missouri; † 25. Juli 1987 in Cambridge, Massachusetts) war ein US-amerikanischer Ingenieur. Er gilt als „Vater der inertialen Navigation“.

## Leben
Nach der High School studierte Charles Stark Draper ab 1917 zunächst an der University of Missouri und ab 1919 an der Stanford University in Palo Alto, Kalifornien. Hier erhielt er 1922 den akademischen Grad eines Bachelor of Arts in Psychologie.
Ab dem gleichen Jahr studierte er am Massachusetts Institute of Technology (MIT) in Cambridge, Massachusetts. Hier erhielt er 1926 den akademischen Grad eines Bachelor of Science in technischer Elektrochemie und 1928 eines Master of Science in Physik. Im Jahr 1938 erhielt er ebenfalls am MIT den Doktorgrad in Physik.
Ab 1939 war Charles Stark Draper am MIT Professor für Luftfahrttechnik und im Jahr 1940 gründete er das MIT Instrumentation Laboratory, welches 1973 infolge der Antikriegs-Proteste während des Vietnamkriegs als The Charles Stark Draper Laboratory, Inc. vom MIT abgespalten wurde.

## Werk
Charles Stark Draper erfand und entwickelte die Technik, die es ermöglicht, Flugzeuge, Raumfahrzeuge und Unterseeboote mittels eines Gyroskops und ähnlichen Geräten zu navigieren.
Er war federführend an der Entwicklung des Navigationssystems der Apollo-Raumfahrzeuge (Primary Guidance, Navigation and Control System) beteiligt.

## Mitgliedschaft und Ehrungen
1941 wurde Draper in die American Academy of Arts and Sciences gewählt. Ebenfalls 1941 wurde er Fellow der American Physical Society. 1957 wurde Draper in die National Academy of Sciences gewählt. 1959 erhielt er die Magellanic Premium der American Philosophical Society. 1970 wurde er in die Académie des sciences in Paris und 1981 in die National Aviation Hall of Fame aufgenommen.
Nach ihm ist der Charles-Stark-Draper-Preis benannt, der alljährlich von der United States National Academy of Engineering an verdienstvolle Ingenieure vergeben wird.

## Sonstiges
Ein Vetter von Charles Stark Draper war Lloyd C. Stark (1886–1972), der von 1937 bis 1941 Gouverneur des US-Bundesstaats Missouri war.